# Koenigsegg CC
El Koenigsegg CC (Competition Coupe), es el primer prototipo de automóvil producido por el fabricante sueco Koenigsegg Automotive AB de 1994 a 2000, que posteriormente fue destinado para culminar en el CC8S.
El primer prototipo fue presentado en 1997 tras un duro período de pruebas en el túnel de viento. Posteriormente, el prototipo definitivo dirigido a la producción en serie, fue finalmente presentado al público y a la prensa en el Salón del Automóvil de París del año 2000.

## Desarrollo

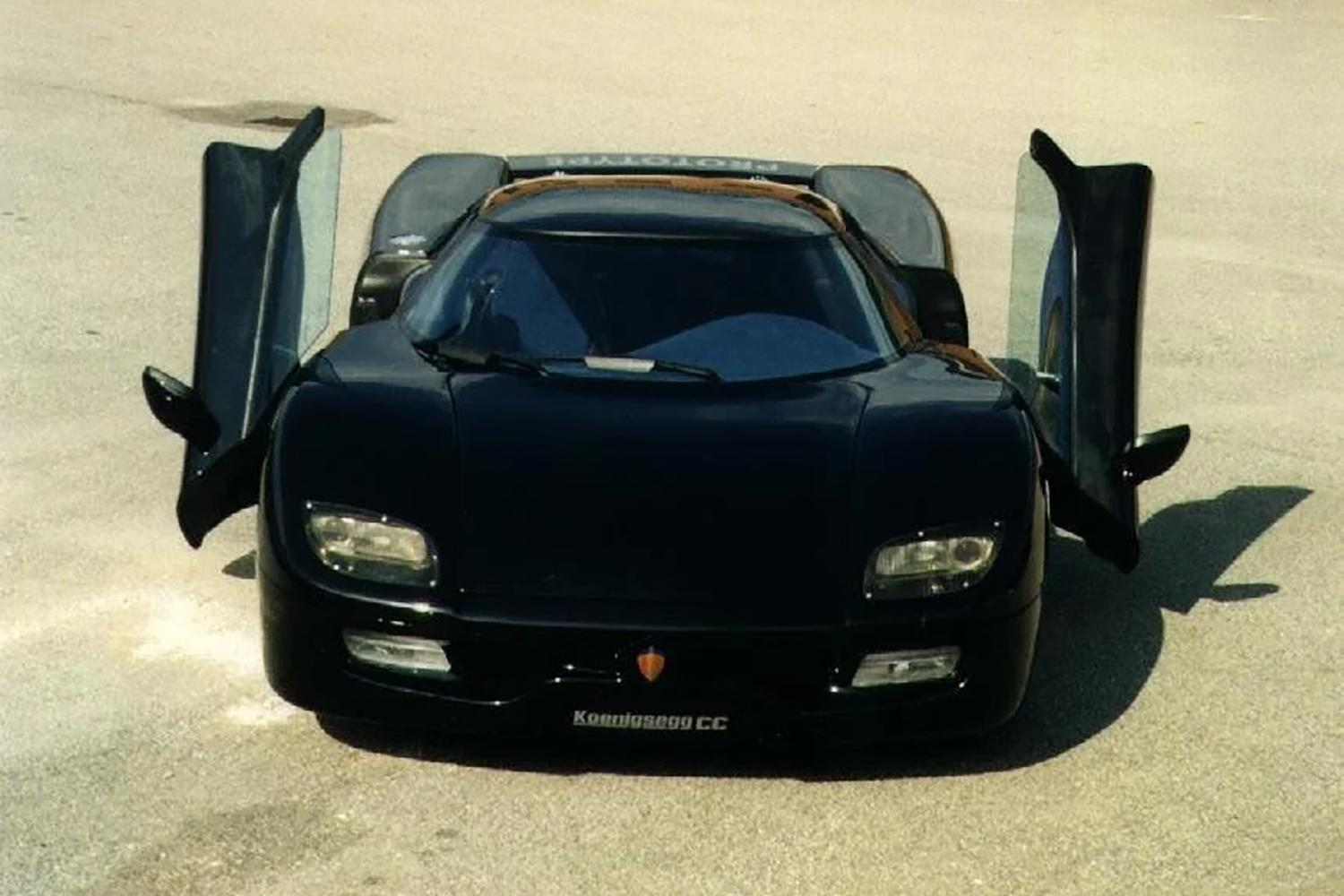
CC Prototype

Se empezó a desarrollar en 1994 cuando el fabricante quería crear un coche que sobrepasara todos los estándares del McLaren F1, incluyendo su récord de velocidad de 386,4 km/h (240,1 mph) impuesto en 1997. Se inspiró en los modelos Ferrari F40, Lamborghini Diablo, entre otros. Su sucesor, el CC8S diseñado en 2002, fue el primero producido por la firma.
Originalmente estaba pintado en color plata y contaba con puertas normales. Más tarde fue actualizado a una versión temprana del emblemático sistema de puertas diédricas "dihedral" con el que ahora cuentan todos los modelos de la marca. Debido a las modificaciones a la carrocería para poder llevar a cabo dicho cambio, fue pintado en negro. Después fue repintado con el color café metálico que porta hasta hoy en día, con el que ha sido exhibido desde hace varios años en el Museo del Motor de Motala, a unos 200 km (124 millas) de Estocolmo en Suecia.
La carrocería emplea materiales producidos por el propio fabricante, tales como la resina sintética. Otra cosa que no fue desde el comienzo una seña de identidad eran las puertas, ya que las primeras versiones de este prototipo usaban un sistema apertura convencional.
El color café también tiene su historia, ya que Christian quería pintarlo de color anaranjado, pero con un código proveniente de Volvo y, aunque se encontraba de viaje, dio la orden a su taller de confianza de pintarlo con un resultado que no era el esperado. Se lo tomó como una lección de negocios y dejó el coche tal cual para recordar siempre esa área de oportunidad.

## Motorización
Su primera planta motriz fue un bóxer de 12 cilindros de origen Subaru que compitió en Fórmula 1, aunque desarrollado en conjunto con Carlo Chiti, un ingeniero italiano que tenía su propia fábrica llamada Motori Moderni. Así, nació el Subaru 1235F12, un motor atmosférico de 3,5 litros (213,6 plg³), por lo que Koenigsegg negoció con Chiti un acuerdo de suministro que recibió luz verde, entonces el primer CC fue diseñado para poder albergarlo dentro de su vano motor, que además le aportaría un bajo centro de gravedad. Sin embargo, el problema llegó poco después cuando Chiti murió y Motori Moderni se fue a la quiebra con solamente dos unidades motrices entregadas a Koenigsegg.
Posteriormente, se pensaba equiparlo con un motor V8 de 4163 cm³ (4,2 L; 254 plg³) sin modificar proporcionado por Audi que, según el propio Koenigsegg, producía 350 HP (355 CV; 261 kW). Sin embargo, la firma no finalizó un trato con dicha empresa alemana y tuvo que buscar otras opciones, ya que les negó modificar el bloque para que pudiera producir de 550 a 600 HP (558 a 608 CV) (410 a 447 kW). A Christian no le gustó esto y el trato fue cancelado.
Finalmente, se le instaló un V8 modular de origen Ford de 4,7 litros (286,8 plg³) que, para poder adaptarlo a las necesidades del CC, se bajaron las rpm de 12000 a 9000 y, al mismo tiempo, se instalaron tanto un nuevo árbol de levas como múltiples de admisión más largos.